# Азартні ігри в Іспанії
Азартні ігри в Іспанії дозволені законом за умови отримання урядового дозволу для надання азартних послуг.

## Легальність
Іспанський королівський закон 13/2011 вимагає наявності відповідного державного дозволу на проведення певних ігорних послуг:
- Відповідно до закону, всі загальнодержавні лотереї управляються виключно Державною лотерейно-гральною компанією (ісп. Sociedad Estatal de Loterías y Apuestas del Estado) та компанією ONCE.
- Загальнодержавні азартні онлайн-ігри, що проводяться в інтернеті через телетекст або іншими методами, також вимагають відповідного сертифікованого дозволу.

Азартні ігри для розваг, тобто без грошових призів, не потребують ліцензії. До дозволених електронних методів надання послуг азартних ігор в Іспанії належать інтернет, телефон, текстові повідомлення, телебачення тощо. Відповідно, оператори можуть пропонувати лише такі азартні ігри, на які вони мають ліцензію.

## Історія
Станом на 2020 рік, в Іспанії працювало дев'ять ліцензованих операторів покеру, на які припадає 10,9 % загального доходу від азартних ігор. Ставки на спорт складають 48,5 % загальної виручки казино Іспанії. В другому кварталі 2020-го року дохід іспанських онлайн-казино виріс на 7 % в порівнянні з тим же періодом 2019-го.
З 2010 року на ринку Іспанії діє британська компанія William Hill, що керує наземними точками прийому ставок. 2020-го року вона розширила послуги і на онлайн-сектор, отримавши ліцензію на роботу під торговельною маркою Mr. Green. Mr. Green — це один з найбільших європейських брендів онлайн-казино, що належить MRG Group, яку в свою чергу придбала компанія William Hill 2019 року за 270 млн євро.
За 2016—2020 роки кількість гравців у азартні ігри серед молоді віком 18-25 років зросла з 29 % до 40 %, а кількість грошей, що витрачаються молоддю на азартні ігри, щороку зростає в середньому на 13 %.
2020 року Міністерство у справах споживачів порадило місцевим футбольним клубам розірвати всі наявні контракти щодо реклами на одязі гравців. У травні 2021 року має вийти новий закон про рекламу азартних ігор, в ньому подібних вид реклами може бути заборонено для будь-яких спортивних клубів Іспанії. Згідно прийнятого в листопаді 2020 року «Королівського закону про рекламу», реклама азартних ігор у звичайних ЗМІ була заборонена в будь-який час, окрім відрізку часу з 1:00 до 5:00 ранку. Це обмеження не стосувалося державних лотерей (зокрема, ONCE). Також у онлайн-рекламі закон зобов'язав додавати фільтри щодо вікових обмежень, які перед переглядом повинні бути схвалені користувачем. У будь-якій рекламі азартних ігор було заборонено згадувати спортсменів (сучасних або колишніх) чи знаменитостей. Вітальні бонуси для початку гри в казино було обмежено сумою до 100 євро.
2020 року валовий дохід від азартних ігор (GGR) в Іспанії впав на 50 % за січень-жовтень, якщо порівнювати з роком раніше, склавши 4,35 млрд євро. 2,45 млрд євро надійшло від приватних компаній, 1,9 млрд євро — від державної компанії Organización Nacional de Ciegos Españoles (ONCE) і Sociedad Estatal Loterías y Apuestas del Estado (SELAE).

## Регулювання
Регулюванням цієї сфери в країні займається Генеральна дирекція з питань регулювання азартних ігор (ісп. La Dirección General de Ordenación del Juego, DGOJ). 2021 року було оголошено про плани на створення нового органу UNE, відповідального за азартні ігри. Також цей орган має представляти Іспанію на міжнародному рівні в усіх аспектах, пов'язаних з гемблінгом. Також цього року було заплановано провести другий етап реформ в сфері азартних ігор.
Протягом 2021 року Головне Управління планування азартних ігор планує узгодити закони про азартні ігри, що діють у 17 окремих регіонах країни, це має спростити регулювання ринку. DGOJ пропонує створення нової організації, що має стандартизувати всі закони й укази, що стосуються азартних ігор Іспанії.

## Боротьба з шахрайством
Дозвіл оператор має отримати саме в Іспанії, а ліцензії, видані іншими державами, в Іспанії не діють. Традиційні офлайнові азартні ігри (бінго, букмекери, казино) не підпадають під дію Генеральної дирекції з питань регулювання азартних ігор (DGOJ), натомість, вони регулюються кожним регіоном окремо. Реклама чи спонсорство незаконних азартних ігор в будь-якій формі заборонено, це карається штрафом до 1 млн євро. Іспанський уряд має намір заборонити бонуси новим гравцям та спонсорство азартних ігор.
З липня 2020-го діє програма тривалістю 18 місяців, що ставить за мету підвищити обізнаність людей щодо можливого шахрайства в ставках на спорт шляхом інформування спортсменів, тренерів та інших фахівців щодо місцевого законодавства. Національна комісія з боротьби з маніпуляціями на спортивних змаганнях та шахрайством зі ставками (CONFAD) також постійно переглядає законодавство задля його регулювання.
2021 року Міністерство у справах споживачів Іспанії посилило заходи контролю над сферою азартних ігор, зробивши основний акцент на захисті прав гравців, зокрема, було заплановано провести інтеграцію реєстрів самовиключення областей до єдиного національного реєстру.